# Evangelistenfenster (Dinan)

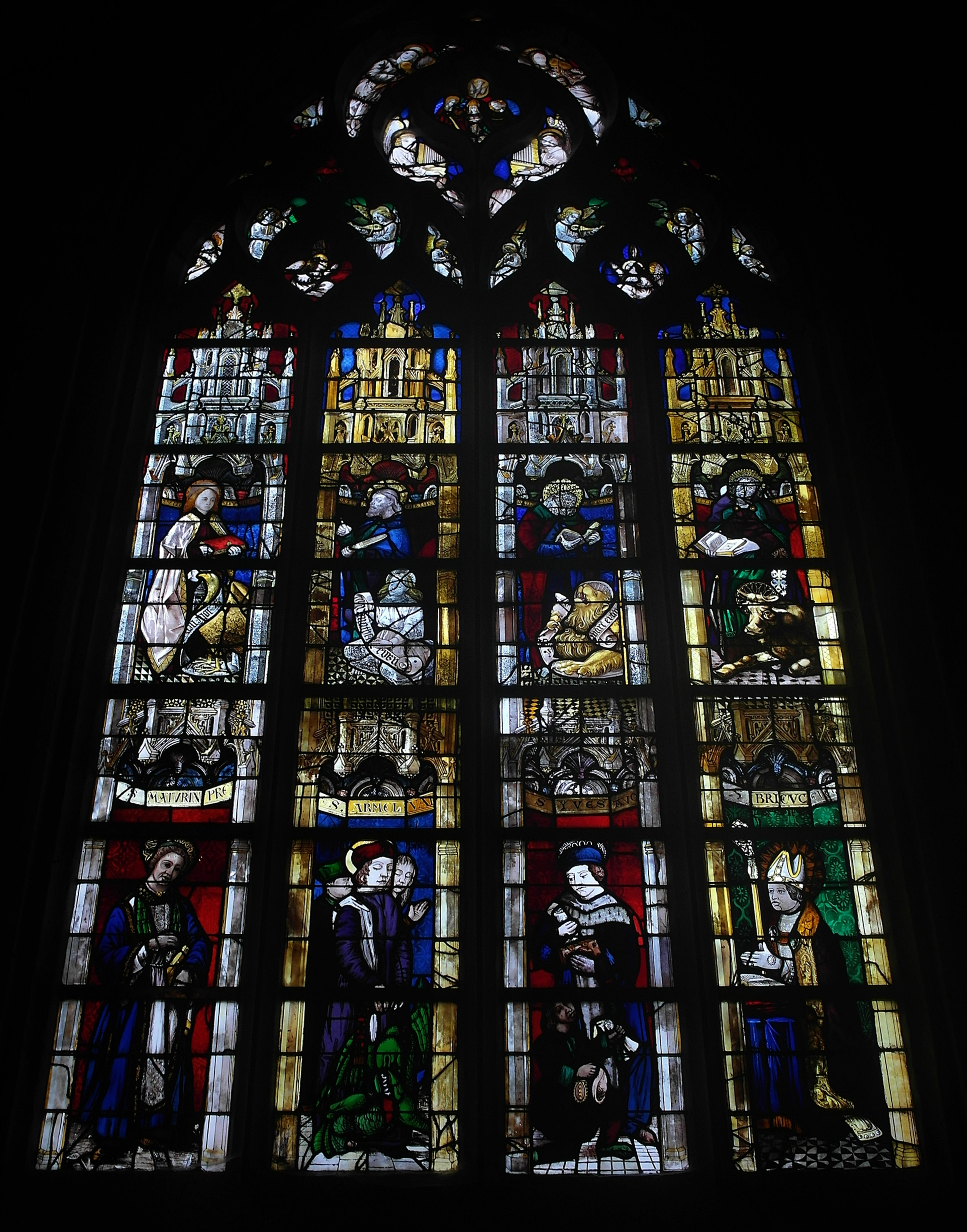
Evangelistenfenster in Dinan

Das Evangelistenfenster in der Basilika St-Sauveur in Dinan, einer französischen Stadt im Département Côtes-d’Armor der Region Bretagne, wurde zwischen 1480 und 1490 geschaffen. Das Bleiglasfenster wurde 1882 als Monument historique in die Liste der Baudenkmäler in Frankreich aufgenommen.
Das viergeteilte Fenster in der Kapelle Saint-Mathurin stammt aus einer unbekannten Werkstatt. Es stellt in der oberen Reihe die vier Evangelisten Johannes, Matthäus, Markus und Lukas mit ihren Attributen dar. Im Maßwerk ist die Krönung Mariens umgeben von musizierenden Engeln zu sehen.
In der unteren Reihe sind folgende Heilige dargestellt: Mathurin, Armel, Ivo Hélory und Brieuc. Dieser Teil wurde 1853 nach einem Karton von Pierre Hawke geschaffen.

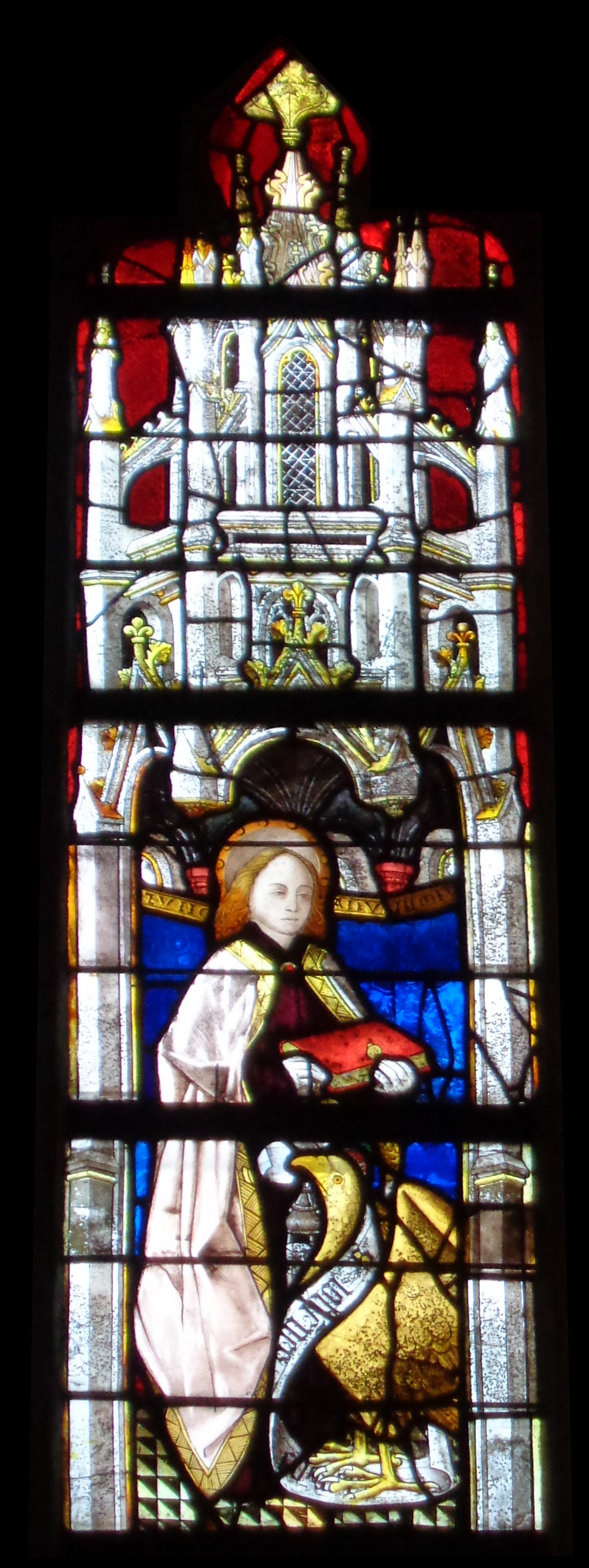
Evangelist Johannes mit Adler
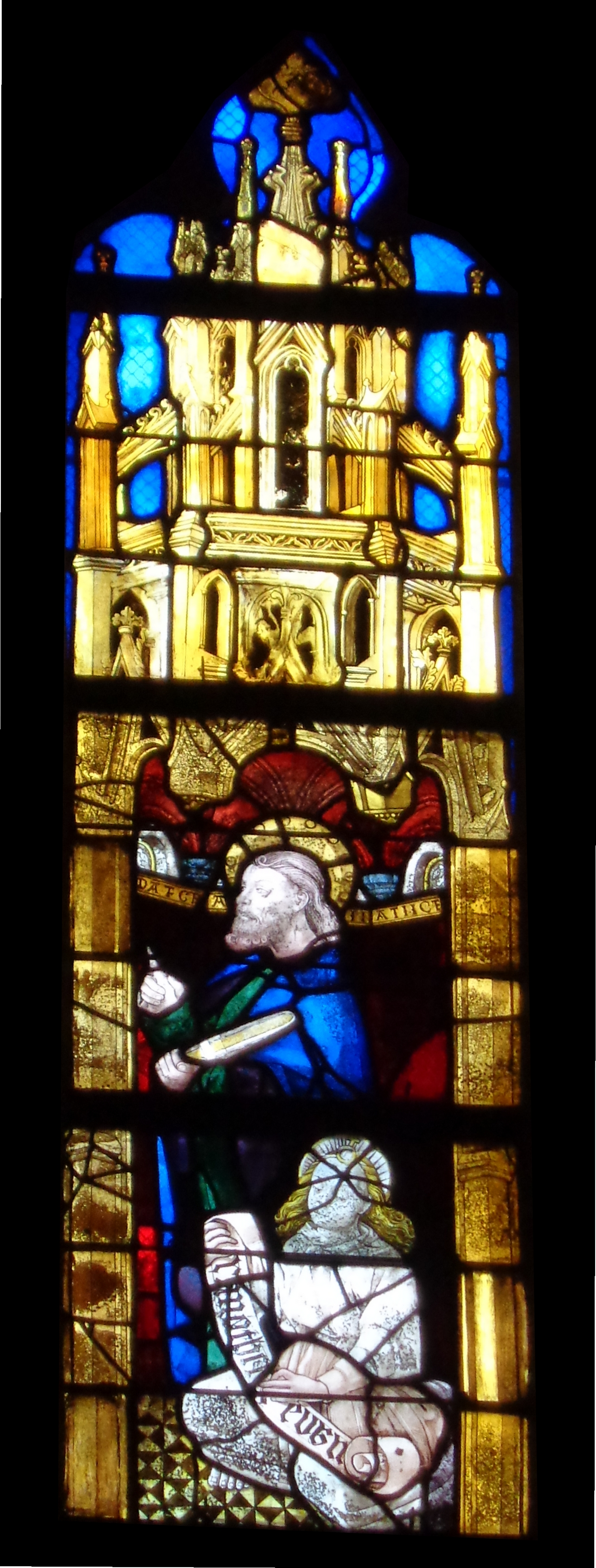
Evangelist Matthäus mit der menschlichen Gestalt

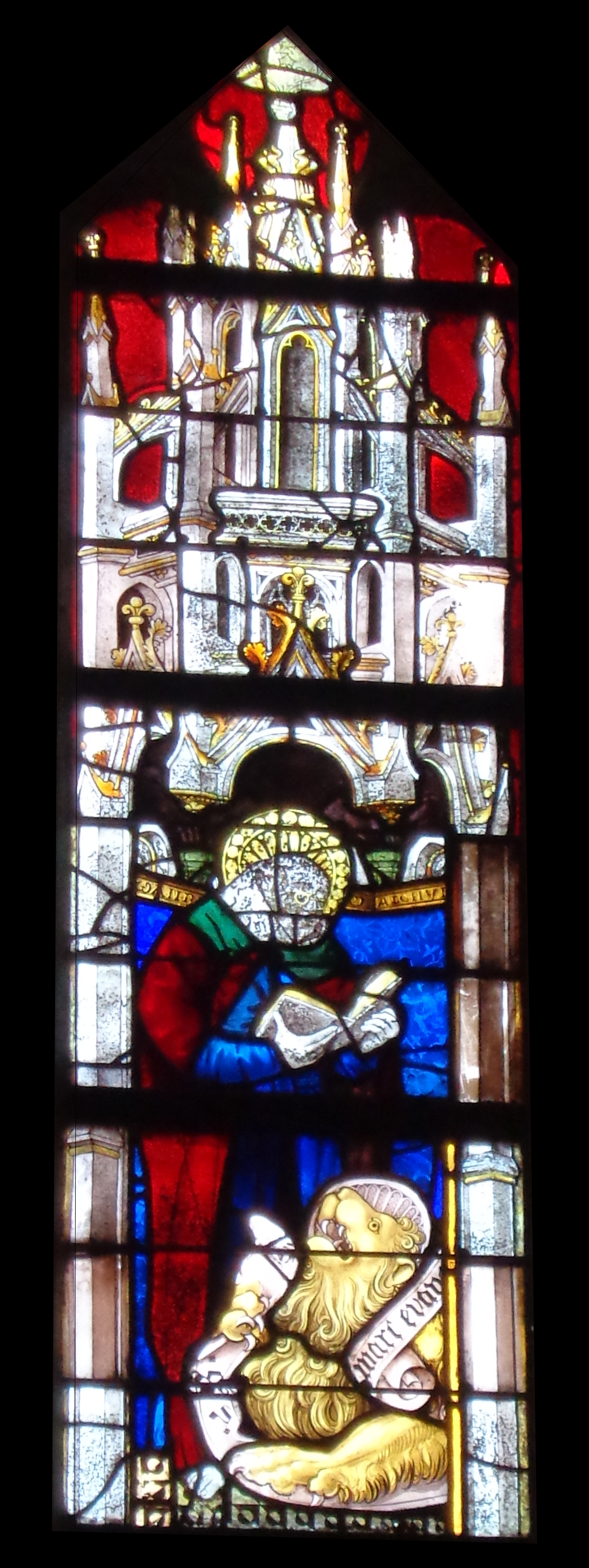
Evangelist Markus mit Löwe
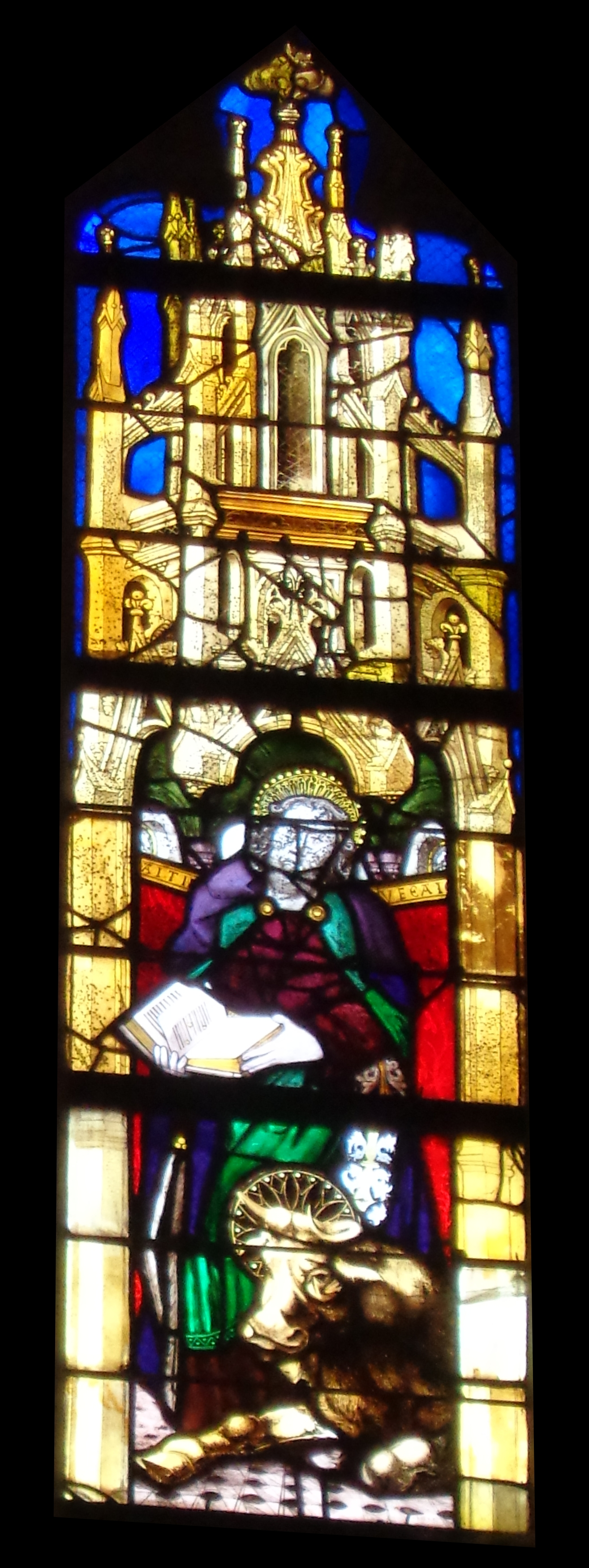
Evangelist Lukas mit Stier